# سيزار فيغا
سيزار فيغا (بالإسبانية: César Vega)‏ (مواليد 2 سبتمبر 1959) هو لاعب كرة قدم. يلعب مع منتخب الأوروغواي لكرة القدم. سبق له أن لعب في كأس العالم لكرة القدم مع منتخب بلاده.

## روابط خارجية
- سيزار فيغا على موقع الاتحاد الدولي (مؤرشف)  (الإنجليزية)
- سيزار فيغا على موقع قاعدة بيانات كرة القدم.إي يو (الإنجليزية)
- سيزار فيغا على موقع ناشيونال فوتبول تيمز (الإنجليزية)
- سيزار فيغا على موقع عالم كرة القدم.نت (الإنجليزية)